# Гайдай Сергій Володимирович
Сергі́й Володи́мирович Га́йдай (нар. 6 листопада 1975, Сєвєродонецьк, Луганська область, УРСР) — український державний діяч. Голова Мукачівської районної адміністрації (15.03.2024-2.08.2025). Голова Луганської обласної адміністрації (25.10.2019-15.03.2023).

## Освіта
2014 року закінчив Хмельницький економічний університет, бакалавр (фінанси й кредит).
2019 року закінчив з відзнакою Академію державного управління при Президентові України, магістр (Публічне управління й адміністрування).

## Трудова діяльність
З 2000 по 2015 рік — працював у приватних підприємствах у Києві.
З 2005 року — генеральний директор ТОВ «Дембуд».

## Політична діяльність
У 2008—2010 роках був помічником депутата Київради Олексія Юрійовича Рєзнікова, який з 4 листопада 2020 року став міністром оборони України, а до цього був Віцепрем'єр-міністром — міністром з питань реінтеграції тимчасово окупованих територій України (4 березня 2020 — 3 листопада 2021).
З 2014 по 2015 рік працював радником голови Обухівської РДА в Київській області.
З 2015 року — депутат Мукачівської районної ради VII скликання.
8 вересня 2015 — 28 листопада 2018 — голова Мукачівської районної державної адміністрації, безпартійний.
Був радником патронатної служби голови Закарпатської ОДА Ігоря Бондаренка.
25 жовтня 2019 — 15 березня 2023 — керівник Луганської облдержадміністрації, замінив на цій посаді Віталія Комарницького.
З 15 березня 2024 року — голова Мукачівської районної державної адміністрації. 2 серпня 2025 року звільнений з посади через підозри у причетності до масштабної корупційної схеми під час закупівлі дронів та засобів РЕБ.

## Розслідування

### Підозра у корупції
У серпні 2025 року НАБУ і САП оприлюднили дані справи про масштабну корупцію під час закупівель БПЛА та РЕБ для ЗСУ. Серед підозрюваних були Гайдай і нардеп від Слуги народу Олексій Кузнєцов. Згідно з даними розслідування, за укладення договорів на закупівлю продукції за завищеними цінами, учасники схеми отримували 30 % від суми контракту.
4 серпня 2025 року ВАКС заарештував Гайдая на 60 діб з можливістю внесення застави у 10 млн грн.
7 серпня 2025 року за Гайдая було внесено заставу в 10 млн грн.

## Нагороди й відзнаки
- Орден Богдана Хмельницького III ступеня (6 березня 2022) — за вагомий особистий внесок у захист державного суверенітету та територіальної цілісності України, мужність і самовіддані дії, виявлені під час організації оборони населених пунктів від російських загарбників[25].
- Відзнака «За службу державі» (2016)[26].
- Відзнака Командувача об'єднаних сил «Козацький Хрест» І ступеня (2020).
- Відзнака «За мужність та професіоналізм» (2020).
- Медаль «Операція об'єднаних сил. За звитягу та вірність» (2020)[27].
- Медаль Національної гвардії України «За взаємодію» (2020).
- Відзнака Ради національної безпеки і оборони України «Захисник України» (2020)[28].
- Медаль Державної прикордонної служби України «За сприяння в охороні державного кордону» (2020).
- Почесний нагрудний знак Головнокомандувача Збройних Сил України «За заслуги перед збройними Силами України» (2020).
- Відзнака — медаль Міністерства оборони України «За сприяння Збройним Силам України» (2020)[29].
- Пам'ятний знак Управління державної охорони України «За сприяння державній охороні України» (2021).
- Орден Святого Архістратига Михаїла II ступеня — «За заслуги перед ПЦУ та побожним народом» (15 листопада 2022).
- Грамота Верховної Ради України «За заслуги перед українським народом» (28 грудня 2022).
- Заохочувальна відзнака «Хрест Сухопутних військ» (18 березня 2023).
- Медаль «Хрест пошани» від Державної Прикордонної служби (5 жовтня 2024)[30].

## Родина
Неодружений, має дочку Ксенію.